# Мултан
Мулта́н (урду ملتان‎, англ. Multan, з.-пандж. ملتان) — город в пакистанской провинции Пенджаб. Город славится бирюзовыми куполами своих многочисленных мечетей и мавзолеев.

## История
Не исключено, что древний Мултан лежал на пути войск Александра Македонского. После взятия арабами в 712 году н. э. он на три столетия стал главным оплотом ислама на территории Индии. В IX веке — восточный центр движения карматов. В 1005 году покорился Махмуду Газневи.
В Средние века за Мултан шла ожесточённая борьба, так как именно отсюда начинался Великий колёсный путь в Индию. Город входил в состав Делийского султаната и империи Моголов. В 1779 году взят афганцами, а 1818 году — сикхами, в 1849 году — англичанами.

## География
Центр города располагается на высоте 124 м над уровнем моря.

## Климат
| Показатель                    | Янв. | Фев. | Март | Апр. | Май  | Июнь | Июль | Авг. | Сен. | Окт. | Нояб. | Дек. | Год  |
| ----------------------------- | ---- | ---- | ---- | ---- | ---- | ---- | ---- | ---- | ---- | ---- | ----- | ---- | ---- |
| Средний суточный максимум, °C | 21,0 | 23,2 | 28,5 | 35,5 | 40,4 | 42,3 | 39,2 | 38,0 | 37,2 | 34,6 | 28,5  | 22,7 | 32,5 |
| Средняя температура, °C       | 12,7 | 15,4 | 21,0 | 27,5 | 32,4 | 35,5 | 33,9 | 33,0 | 31,0 | 26,4 | 19,7  | 14,1 | 25,2 |
| Средний суточный минимум, °C  | 4,5  | 7,6  | 13,5 | 19,5 | 24,4 | 28,6 | 28,7 | 28,0 | 24,9 | 18,2 | 10,9  | 5,5  | 17,8 |
| Норма осадков, мм             | 7    | 9    | 19   | 12   | 9    | 12   | 61   | 32   | 10   | 1    | 2     | 6    | 180  |
| Источник: World Climate       |      |      |      |      |      |      |      |      |      |      |       |      |      |

## Экономика
Город является важным промышленным и торговым центром Пакистана, связан железнодорожным и воздушным сообщением с другими промышленными городами, такими как Лахор, Карачи, Гуджранвала и Кветта. Промышленность включает в себя производство удобрений, косметики, текстиля и обработки сельскохозяйственного сырья. 
Также город известен своими ремеслами (ковры и керамика) и кустарным производством, вследствие чего вероятно использование детского труда.
Действует Ништарский медицинский университет.

## Население
Большинство горожан — мусульмане, но в городе расположена кафедра епархии Лахорской митрополии.
42 % жителей говорят на сарайки, 32 % на панджаби, для 23 % основным является урду.
| 1961    | 1972    | 1981    | 1998      | 2012      |
| ------- | ------- | ------- | --------- | --------- |
| 358 201 | 538 949 | 732 070 | 1 197 384 | 1 550 046 |

## Достопримечательности
В Средние века Мултан был центром развития суфизма на Индийском субконтиненте. Мултан является местом паломничества благодаря двум почитаемым гробницам двух известных святых, шейхов суфийского братства Сухравардиййа, — Бахауддина Закарийа Мултани (1182—1262) и его внука Рукнуддина Абул Фатха (ум. 1335), известного как «Рукн-и-алам» (Опора мира). В Мултане складывается характерный стиль мусульманской гробницы — двухъярусная постройка, состоящая из поставленных друг на друга двух октагонов разного размера. Реставрация мавзолея Рукн-и-алама была удостоена премии фонда Ага-хана по архитектуре.

## Города-побратимы
По состоянию на 2011 год:
- Рим, Италия (город-партнёр)[5]
- Конья, Турция[6]
- Рашт, Иран[7]
- Бантен (провинция), Индонезия (с 11 июля 2011 года).